# As Três Noites de Eva
The Lady Eve (bra/prt: As Três Noites de Eva) é um filme estadunidense de 1941, do gênero comédia maluca (screwball comedy), dirigido por Preston Sturges e estrelado por Barbara Stanwick e Henry Fonda. Esta foi a primeira produção classe A de Sturges e é vista por Ken Wlaschin como a melhor comédia de Fonda.
O filme recebeu uma indicação para o Oscar, na categoria Melhor História Original, além de ter sido escolhido pelo New York Times como um dos "Dez Melhores Filmes do Ano".
Refeito com impacto menor pela própria Paramount Pictures em 1956, como The Birds and the Bees, com direção de Norman Taurog.

## Sinopse

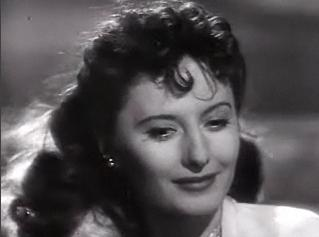
Barbara Stanwick no trailer do filme

Herdeiro de uma fortuna, o ofiólogo Charles Pike retorna da Amazônia, onde passara um ano em pesquisas, acompanhado de seu camareiro Muggsy. A bordo do navio, conhece a bela Jean Harrington. Ambos se apaixonam, porém Charles a rejeita após descobrir que ela não passa de uma vigarista que vive às custas dos golpes aplicados.
Quando desembarcam em Nova Iorque, uma rancorosa Jean prepara a vingança: com o auxílio de outro velhaco, Pearly, que se apresenta como Sir Alfred McGlennan Keith, ela finge ser a aristocrática Lady Eve Sidwich, sua sobrinha inglesa. Ao vê-la, Charles fica siderado com a semelhança entre ela e Jean, e, apesar de Muggsy tentar abrir-lhe os olhos, acaba por perder-se de amores e a pede em casamento. Na noite de núpcias, ela diz a Charles que teve um passado tórrido, com vários amantes. Ele, horrorizado, foge.
Vingança obtida, Jean/Lady Eve descobre que ainda ama o marido. Agora, precisa reconquistá-lo e, para isso, compra passagem no mesmo navio em que Charles está. Quando a vê novamente na pele de Jean, Charles - que pensa tratar-se de pessoas diferentes - declara-se a ela.

## Elenco
| Ator/Atriz        | Personagem                 |
| ----------------- | -------------------------- |
| Barbara Stanwick  | Jean/Lady Eve Sidwich      |
| Henry Fonda       | Charles Pike               |
| Charles Coburn    | Coronel Harrington         |
| Eugene Pallette   | Horace Pike                |
| William Demarest  | Muggsy                     |
| Eric Blore        | Sir Alfred McGlennan Keith |
| Melville Cooper   | Gerald                     |
| Martha O'Driscoll | Martha                     |
| Janet Beecher     | Janet Pike                 |
| Franklyn Farnum   | Alfaiate (não-creditado)   |
| Harold Miller     | Não-creditado              |

## Principais premiações
| Prêmio | Categoria                | Situação |
| ------ | ------------------------ | -------- |
| Oscar  | Melhor História Original | Indicado |